# Ateles fusciceps rufiventris
Ateles fusciceps rufiventris (EN: Colombian spider monkey) is een ondersoort van de bruinkopslingeraap (Ateles fusciceps) die voorkomt in de oerwouden van Colombia en Panama. Deze ondersoort heeft een geheel zwart lichaam met een beetje wit op de kin, terwijl de andere ondersoort van de bruinkopslingeraap, Ateles fusciceps fusciceps, een zwart-bruin lichaam heeft met een bruine kop.

## Kenmerken
De slingeraap heeft een zwart lichaam met lange ledematen en duimloze handen. Het heeft ook een extreem flexibele grijpstaart, die als extra ledemaat functioneert. Op de staart zit een kaal stuk, dat gebruikt wordt voor grip. Dit stuk is voor elk dier uniek, zoals de vingerafdruk bij mensen. Deze ondersoort kan tot 9,1 kg wegen. Tachtig procent van het dieet van de slingeraap bestaat uit fruit en daarnaast bestaat het ook uit bladeren, noten, zaden, schors, insecten en bloemen. Ze verspreiden onverteerde zaden van het fruit dat ze eten. 

## Leefwijze
Slingerapen worden ongeveer 24 jaar. Ze leven in sociale groepen van maximaal 30 individuen, die meestal worden opgebroken in kleinere foerageergroepen van 3-4 individuen. Ze verplaatsen zich slingerend door de bomen aan hun handen.